# 日本海温泉
日本海温泉（にほんかいおんせん）は、山口県阿武町（旧国長門国）奈古にある温泉。

## 泉質
塩化物泉（カルシウム・ナトリウム―塩化物泉）。

## 周辺環境
国道191号沿いにある道の駅阿武町に隣接する「日本海温泉・鹿島の湯」で入浴できる。日本海に面し、浴場からは日本海と鹿島を一望できる。

## 歴史
阿武町の地域づくり推進事業の一環として温泉施設の整備が進められ、平成元年（1989）に泉源を掘り当て、平成4年（1992）に温泉施設「日本海温泉・テルメ阿胡」が開業した。施設の名称は一般の公募から採用され、テルメとはイタリア語で古代ローマの温泉地という意味である。平成26年（2014）にリニューアルし、「日本海温泉・鹿島の湯」と改称した。

## アクセス
- 車

萩から国道191号を益田方面へ15キロ（約20分）
益田から国道191号を萩方面へ48キロ（約50分）
- その他の交通手段

JR山陰本線奈古駅から徒歩10分
萩から防長バスを利用
萩・石見空港からJR 山陰本線または乗合タクシー。

## 参照
1. ↑  http://www.day-onsen.com/sisetu/2/sisetu2937_home.html